# キムネカカ
キムネカカ（Nestor productus）は、オウム目インコ科に分類される鳥類の一種である。オーストラリア東方沖のノーフォーク島とフィリップ島に生息していたが、すでに絶滅した。

## 形態
キムネカカは大型のオウムであった。この種は長さが約38 cmで、大部分はオリーブ色であり、頬と喉は赤みがかったオレンジ色、麦わら色の胸に足、臀部と下腹部とくちばしは暗い橙色だったという。

## 生態
この種の生態はほとんど分からない。地上と背の高い木の両方に生息し、開花した低木や木の実を食べていたと言われている。鳴き声はジョン・グールドによって「しわがれ声、ガチャガチャ、不調和な音、時には犬の吠え声に似ている」と説明されただけだという。

## 絶滅
1788年に最初の入植者の到着後、ペットや食用として捕獲された。本種が記載されたのは1836年だが、この時はすでに、数が激減していたと思われる。1825年から1854年までの間、このノーフォーク島とフィリップ島のどこかで、野生で絶滅した可能性がある。種としての最後の個体は、ロンドン動物園の中で1851年に死亡し、地球上から姿を消した。現在は16の標本があるだけとされる。